# Championnat d'Ouganda de football 2023-2024
Navigation
Edition précédente Edition suivante
La saison 2023-2024 du Championnat d'Ouganda de football est la 55e édition du championnat de première division ougandais. Les seize clubs engagés sont regroupés au sein d'une poule unique où ils s'affrontent à deux reprises, à domicile et à l'extérieur. En fin de saison, les trois derniers du classement sont relégués et remplacés par les trois meilleurs clubs de Big League, la deuxième division ougandaise.
Le Vipers Sports Club est le tenant du titre.

## Déroulement de la saison
La saison 2023-2024 initialement programmée pour débuter le 5 septembre commence le 15 septembre 2023.
Après la 15e journée, Arua Hill SC se voit retirer sa licence et est exclu pour la deuxième partie du  championnat.
En fin de saison, Villa Sports Club termine à la première place du championnat et remporte lors de la dernière journée son 17e titre de champion d'Ouganda.
Villa SC représentera le pays en Ligue des champions de la CAF 2024-2025, le promu Kitara FC remporte la Coupe d'Ouganda 2024 et se qualifie pour la Coupe de la confédération 2024-2025.

## Participants
| Equipe                        | Ville   | Stade                           | Capacité |
| ----------------------------- | ------- | ------------------------------- | -------- |
| Vipers Sports Club T          | Kampala | St. Mary's Stadium              | 25 000   |
| Bul FC                        | Jinja   | Kyabazinga Stadium Bugembe      | 1 000    |
| Busoga United FC              | Jinja   | Kakindu Stadium                 | 10 000   |
| Bright Stars FC               | Wakiso  | Kavumba Recreation Ground       | 5 000    |
| Express Football Club         | Kampala | Mutesa II Stadium               | 20 200   |
| Kampala City Council          | Kampala | MTN Omondi Stadium              | 10 000   |
| Wakiso Giants FC              | Wakiso  | Wakisha Stadium                 | 3 200    |
| Uganda Revenue Authority SC   | Kampala | Mandela National Stadium        | 45 202   |
| Villa Sports Club             | Kampala | Stade Nakivubo                  | 35 000   |
| Uganda Peoples Defence Forces | Bombo   | Bombo Military Barracks Grounds | 0        |
| Arua Hill SC                  | Arua    | Paridi Stadium                  | 0        |
| Maroons FC                    | Kampala | Luzira Maximum Prisons Stadium  | 1 000    |
| Gadaffi FC                    | Jinja   | Gaddafi Arena                   | 2 000    |
| NEC FC P                      | Kampala | MTN Omondi Stadium              | 10 000   |
| Kitara FC P                   | Hoima   | Masindi Municipal Stadium       | 500      |
| Mbarara FC P                  | Mbarara | Kakyeka Stadium                 | 1 500    |

## Compétition

### Classement
Le classement est établi sur le barème de points classique (victoire à 3 points, match nul à 1, défaite à 0). Pour départager les égalités, on tient d'abord compte de la différence de buts générale, puis du nombre de buts marqués, puis des confrontations directes.
| Rang | Équipe                        | Pts | J  | G  | N  | P  | Bp | Bc | Diff |
| ---- | ----------------------------- | --- | -- | -- | -- | -- | -- | -- | ---- |
| 1    | Villa Sports Club             | 57  | 29 | 16 | 9  | 4  | 40 | 21 | +19  |
| 2    | Vipers SC T                   | 56  | 29 | 16 | 8  | 5  | 45 | 20 | +25  |
| 3    | Bul FC                        | 56  | 29 | 16 | 8  | 5  | 36 | 17 | +19  |
| 4    | Kitara FC P C                 | 54  | 29 | 16 | 6  | 7  | 46 | 24 | +22  |
| 5    | Kampala City Council          | 49  | 29 | 15 | 4  | 10 | 54 | 33 | +21  |
| 6    | NEC FC P                      | 48  | 29 | 14 | 6  | 9  | 35 | 34 | +1   |
| 7    | Maroons FC                    | 41  | 29 | 10 | 11 | 8  | 35 | 26 | +9   |
| 8    | Uganda Revenue Authority SC   | 40  | 29 | 10 | 10 | 9  | 30 | 27 | +3   |
| 9    | Bright Stars FC               | 36  | 29 | 7  | 15 | 7  | 33 | 33 | 0    |
| 10   | Express Football Club         | 32  | 29 | 9  | 5  | 15 | 36 | 38 | -2   |
| 11   | Mbarara City P                | 32  | 29 | 6  | 14 | 9  | 22 | 29 | -7   |
| 12   | Wakiso Giants FC              | 32  | 29 | 9  | 5  | 15 | 27 | 42 | -15  |
| 13   | Uganda Peoples Defence Forces | 27  | 29 | 7  | 6  | 16 | 23 | 39 | -16  |
| 14   | Busoga United FC              | 25  | 29 | 6  | 7  | 16 | 25 | 53 | -28  |
| 15   | Gaddafi FC                    | 25  | 29 | 7  | 4  | 18 | 24 | 54 | -30  |
| 16   | Arua Hill SC                  | 5   | 15 | 1  | 2  | 12 | 12 | 33 | -21  |

|  | Qualification pour la Ligue des champions de la CAF 2024-2025                        |
|  | Qualification pour la Coupe de la confédération 2024-2025                            |
|  | Relégation directe en Big League                                                     |
|  | Exclu                                                                                |
|  | T : Tenant du titre C : Vainqueur de la Coupe d'Ouganda 2024 P : Promu de Big League |

- Arua Hill SC est exclu pour la deuxième partie du championnat pour défaut de licence.

## Bilan de la saison
| Championnat d'Ouganda de football 2023-2024                        |                               |
| Champion                                                           | Villa Sports Club (17e titre) |
| Coupes et trophées                                                 |                               |
| Vainqueur de la Coupe d'Ouganda 2023-2024                          | Kitara FC                     |
| Qualifications continentales                                       |                               |
| Ligue des champions de la CAF 2024-2025                            | Villa Sports Club             |
| Coupe de la confédération 2024-2025                                | Kitara FC                     |
| Promotions et relégations                                          |                               |
| Promus en Championnat d'Ouganda de football                        | Police FC                     |
| Promus en Championnat d'Ouganda de football                        | Mbale Heroes FC               |
| Promus en Championnat d'Ouganda de football                        | Lugazi FC                     |
| Relégués en Championnat d'Ouganda de football de deuxième division | Busoga United FC              |
| Relégués en Championnat d'Ouganda de football de deuxième division | Gaddafi FC                    |
| Relégués en Championnat d'Ouganda de football de deuxième division | Arua Hill SC                  |